# Morti nel 1923

## Gennaio(48)
- 1º gennaio - Wee Willie Keeler, giocatore di baseball e allenatore di baseball statunitense (n. 1872)
- 1º gennaio - Giovanni Tranquilli, italiano (n. 1827)
- 1º gennaio - Ettore Vivani, militare italiano (n. 1893)
- 2 gennaio - Girolamo Caruso, agronomo italiano (n. 1842)
- 2 gennaio - Thomas McMillan, calciatore scozzese (n. 1866)
- 3 gennaio - Jaroslav Hašek, scrittore, umorista e giornalista ceco (n. 1883)
- 3 gennaio - Georg Lunge, chimico tedesco (n. 1839)
- 4 gennaio - Anders Andersen-Lundby, pittore danese (n. 1841)
- 4 gennaio - Arturo Zardini, compositore italiano (n. 1869)
- 5 gennaio - Filadelfo Simi, pittore e scultore italiano (n. 1849)
- 8 gennaio - H. G. van de Sande Bakhuyzen, astronomo olandese (n. 1838)
- 9 gennaio - Ivan Granec, calciatore croato (n. 1895)
- 9 gennaio - Katherine Mansfield, scrittrice neozelandese (n. 1888)
- 9 gennaio - Edith Thompson, assassina britannica (n. 1893)
- 10 gennaio - Mac Barnes, attore statunitense (n. 1863)
- 10 gennaio - Duan, nobile e politico cinese (n. 1856)
- 11 gennaio - Costantino I di Grecia, sovrano (n. 1868)
- 11 gennaio - Michael Gleason, canottiere statunitense (n. 1876)
- 13 gennaio - Norman Bailey, calciatore inglese (n. 1857)
- 13 gennaio - Luigi Gazzotti, compositore, direttore d'orchestra e fotografo italiano (n. 1886)
- 13 gennaio - Johannes Orth, patologo tedesco (n. 1847)
- 13 gennaio - Alexandre Ribot, politico francese (n. 1842)
- 13 gennaio - Uberto Visconti di Modrone, nobile, imprenditore e politico italiano (n. 1871)
- 14 gennaio - Carl Paul Goerz, imprenditore tedesco (n. 1854)
- 14 gennaio - Louis Richardet, tiratore a segno svizzero (n. 1864)
- 15 gennaio - Ernst Bessel Hagen, fisico tedesco (n. 1851)
- 15 gennaio - Karl von Gareis, giurista tedesco (n. 1844)
- 17 gennaio - Émile Boisseau, scultore francese (n. 1842)
- 18 gennaio - William C. Foster, direttore della fotografia statunitense (n. 1880)
- 18 gennaio - Gismondo Morelli Gualtierotti, politico italiano (n. 1849)
- 18 gennaio - Wallace Reid, attore, regista e sceneggiatore statunitense (n. 1891)
- 19 gennaio - Alceo Massarucci, politico italiano (n. 1832)
- 20 gennaio - Fred Hearn, attore statunitense (n. 1871)
- 21 gennaio - Luigi Aicardi, dirigente sportivo italiano (n. 1865)
- 21 gennaio - Antonio Cervi, giornalista italiano (n. 1862)
- 23 gennaio - Francesco Innamorati, avvocato e politico italiano (n. 1853)
- 23 gennaio - Max Nordau, sociologo, medico e giornalista ungherese (n. 1849)
- 24 gennaio - Caroline LeCount, docente e attivista statunitense
- 26 gennaio - Francesco Galdo, politico e avvocato italiano (n. 1858)
- 26 gennaio - Ettore Levi Della Vida, banchiere, imprenditore e dirigente d'azienda italiano (n. 1852)
- 27 gennaio - Carolina Santocanale, religiosa italiana (n. 1852)
- 27 gennaio - Emanuele Virgilio, vescovo cattolico italiano (n. 1868)
- 28 gennaio - Hilda Wynne, infermiera inglese (n. 1884)
- 29 gennaio - Elihu Vedder, pittore e poeta statunitense (n. 1836)
- 30 gennaio - Arthur Kinnaird, banchiere, calciatore e dirigente sportivo britannico (n. 1847)
- 30 gennaio - Columba Marmion, abate e scrittore irlandese (n. 1858)
- 31 gennaio - Fernand de Montessus de Ballore, geofisico francese (n. 1851)
- 31 gennaio - Ernesto Giacomo Parodi, scrittore, letterato e filologo italiano (n. 1862)

## Febbraio(43)
- 1º febbraio - Amero Cagnoni, pittore, illustratore e disegnatore italiano (n. 1853)
- 1º febbraio - Ernst Troeltsch, filosofo, storico e teologo tedesco (n. 1865)
- 1º febbraio - Luigi Variara, presbitero e missionario italiano (n. 1875)
- 3 febbraio - Siegmund Günther, geografo e matematico tedesco (n. 1848)
- 4 febbraio - Giuseppe Antonio Ermenegildo Prisco, cardinale italiano (n. 1833)
- 5 febbraio - Konrad Eubel, francescano e storico tedesco (n. 1842)
- 5 febbraio - Riccardo Luzzatto, patriota, avvocato e politico italiano (n. 1842)
- 5 febbraio - Erich von Kielmansegg, politico tedesco (n. 1847)
- 6 febbraio - Edward Emerson Barnard, astronomo statunitense (n. 1857)
- 6 febbraio - Adolf Heyduk, poeta e scrittore ceco (n. 1835)
- 7 febbraio - Julio Flórez, poeta colombiano (n. 1867)
- 7 febbraio - Pasquale Masciantonio, politico italiano (n. 1869)
- 8 febbraio - Bernard Bosanquet, filosofo britannico (n. 1848)
- 9 febbraio - Otto Aulie, calciatore norvegese (n. 1894)
- 10 febbraio - Wilhelm Conrad Röntgen, fisico tedesco (n. 1845)
- 11 febbraio - Joseph DeCamp, pittore statunitense (n. 1858)
- 11 febbraio - Adrian Fortescue, presbitero britannico (n. 1874)
- 11 febbraio - Wilhelm Killing, matematico tedesco (n. 1847)
- 14 febbraio - Bartolomeo Bacilieri, cardinale e vescovo cattolico italiano (n. 1842)
- 14 febbraio - Gustavus Hinrichs, chimico e filosofo tedesco (n. 1836)
- 14 febbraio - Charles Henry Turner, entomologo, psicologo e educatore statunitense (n. 1867)
- 15 febbraio - Charles Simon Clermont-Ganneau, archeologo e orientalista francese (n. 1846)
- 15 febbraio - William Lindsay, calciatore inglese (n. 1847)
- 16 febbraio - Rocco Galdieri, poeta e giornalista italiano (n. 1877)
- 16 febbraio - Johann Gottlieb Otto Tepper, entomologo tedesco (n. 1841)
- 18 febbraio - Tito Buy, patriota e poeta italiano (n. 1846)
- 18 febbraio - Giovanni Dattari, numismatico italiano (n. 1853)
- 19 febbraio - Eugène Hénard, architetto e urbanista francese (n. 1849)
- 19 febbraio - Jean-Jules-Antoine Lecomte du Nouÿ, pittore e scultore francese (n. 1842)
- 19 febbraio - Alessandro Vincenzo Siciliano, nobile e imprenditore italiano (n. 1860)
- 20 febbraio - Alfonso Maria Casoli, gesuita, poeta e romanziere italiano (n. 1867)
- 20 febbraio - Damdiny Sùchbaatar, rivoluzionario, generale e politico mongolo (n. 1893)
- 21 febbraio - Miguel di Braganza, nobile portoghese (n. 1878)
- 21 febbraio - Francesco Navarrini, basso italiano (n. 1855)
- 22 febbraio - Théophile Delcassé, politico francese (n. 1852)
- 22 febbraio - Maria Elisabetta di Sassonia-Meiningen, principessa (n. 1853)
- 23 febbraio - Harry Humby, tiratore a segno britannico (n. 1879)
- 24 febbraio - Edward Morley, fisico statunitense (n. 1838)
- 25 febbraio - Mariano Gomar de las Infantas, avvocato e politico spagnolo (n. 1855)
- 26 febbraio - George Clement Perkins, politico statunitense (n. 1839)
- 27 febbraio - Ludolf Udo von Alvensleben, politico tedesco (n. 1852)
- 27 febbraio - Giuseppe Mor, poeta italiano (n. 1853)
- 28 febbraio - George Samson, militare britannico (n. 1889)

## Marzo(52)
- 1º marzo - Ruy Barbosa, giurista, politico e scrittore brasiliano (n. 1849)
- 1º marzo - Sidney Mason, attore statunitense (n. 1886)
- 2 marzo - Pëtr Semënovič Baluev, generale russo (n. 1857)
- 2 marzo - Domenico Carbone, generale italiano (n. 1854)
- 2 marzo - Joseph Martin, politico canadese (n. 1852)
- 3 marzo - Georg von Rosen, pittore svedese (n. 1843)
- 3 marzo - Dante Testa, attore teatrale, attore e regista italiano (n. 1861)
- 4 marzo - Heinrich Botho Scheube, medico tedesco (n. 1853)
- 5 marzo - Charles Joseph Beauverie, pittore, incisore e illustratore francese (n. 1839)
- 5 marzo - Dora Pejačević, compositrice croata (n. 1885)
- 6 marzo - Luigi Pirovano, calciatore italiano (n. 1895)
- 7 marzo - Robert Brunton, produttore cinematografico e scenografo scozzese
- 7 marzo - Wilhelm H. Roscher, filologo classico tedesco (n. 1845)
- 8 marzo - Ernst Leopold Salkowski, biochimico tedesco (n. 1844)
- 8 marzo - Johannes Diderik van der Waals, fisico e matematico olandese (n. 1837)
- 9 marzo - Pietro D'Ayala Valva, nobile e politico italiano (n. 1848)
- 9 marzo - Gaetano Semeraro, giurista italiano (n. 1848)
- 10 marzo - Salvador Seguí, sindacalista e anarchico spagnolo (n. 1887)
- 10 marzo - Basílio Teles, filosofo, politico e saggista portoghese (n. 1856)
- 11 marzo - Karl von Müller, militare tedesco (n. 1873)
- 12 marzo - Giuseppe Felici, fotografo italiano (n. 1839)
- 14 marzo - Lorenzo Gori, scultore italiano (n. 1842)
- 14 marzo - Samuel Maharero, guerrigliero namibiano (n. 1856)
- 15 marzo - Josef Victor Rohon, paleontologo e anatomista tedesco (n. 1845)
- 16 marzo - George Cholmondeley, IV marchese di Cholmondeley, nobile inglese (n. 1858)
- 16 marzo - Milena Vukotić, regina montenegrina (n. 1847)
- 17 marzo - Gian Francesco Gamurrini, storico, archeologo e numismatico italiano (n. 1835)
- 17 marzo - Gottlob Honold, ingegnere e inventore tedesco (n. 1876)
- 19 marzo - Julius Meurer, alpinista e scrittore austriaco (n. 1838)
- 19 marzo - Kuno von Moltke, generale tedesco (n. 1847)
- 20 marzo - Józef Bilczewski, arcivescovo cattolico polacco (n. 1860)
- 20 marzo - Henry Edward Krehbiel, scrittore, critico musicale e musicologo statunitense (n. 1854)
- 21 marzo - Natale Tommasi, architetto italiano (n. 1853)
- 21 marzo - Harry Wulze, sceneggiatore, regista e attore statunitense (n. 1887)
- 22 marzo - Jeanne Granès, litografa, pittrice e disegnatrice francese (n. 1870)
- 23 marzo - Ernest Normand, pittore britannico (n. 1857)
- 23 marzo - Abele Parente, ginecologo italiano (n. 1851)
- 23 marzo - Armen Garo, politico e attivista armeno (n. 1872)
- 23 marzo - Hovhannes Tumanjan, poeta armeno (n. 1869)
- 24 marzo - Ellen Franz, attrice e drammaturga tedesca (n. 1839)
- 25 marzo - Charles Immanuel Forsyth Major, zoologo e paleontologo svizzero (n. 1843)
- 26 marzo - Sarah Bernhardt, attrice francese (n. 1844)
- 26 marzo - Nora Kinsky von Wchinitz und Tettau, infermiera austriaca (n. 1888)
- 27 marzo - James Dewar, fisico e chimico britannico (n. 1842)
- 27 marzo - Luigi Tulumello, letterato, giurista e politico italiano (n. 1850)
- 28 marzo - Charles Hubbard, arciere statunitense (n. 1849)
- 28 marzo - Michel Joseph Maunoury, generale francese (n. 1847)
- 29 marzo - Giovanni Chiggiato, imprenditore e politico italiano (n. 1876)
- 29 marzo - Francesco Trinchera, politico, giornalista e giurista italiano (n. 1841)
- 30 marzo - Felice Grossi Gondi, gesuita e archeologo italiano (n. 1860)
- 30 marzo - Elvidio Salvarezza, prefetto e politico italiano (n. 1850)
- 31 marzo - Konstanty Budkiewicz, presbitero e politico polacco (n. 1867)

## Aprile(31)
- 1º aprile - Naruhisa, principe Kitashirakawa, principe e militare giapponese (n. 1887)
- 2 aprile - William Hurrell Mallock, romanziere e economista britannico (n. 1849)
- 2 aprile - Michel Théato, maratoneta lussemburghese (n. 1878)
- 4 aprile - Alfred Edwards, imprenditore, dirigente sportivo e diplomatico britannico (n. 1850)
- 4 aprile - Julij Martov, politico e giornalista russo (n. 1873)
- 4 aprile - John Venn, matematico e statistico inglese (n. 1834)
- 5 aprile - George Herbert, V conte di Carnarvon, nobile, egittologo e collezionista d'arte britannico (n. 1866)
- 6 aprile - Alice Fletcher, etnologa, antropologa e sociologa statunitense (n. 1838)
- 6 aprile - Gaetano Vannicola, pittore e architetto italiano (n. 1859)
- 7 aprile - Piero Foscari, militare e politico italiano (n. 1865)
- 8 aprile - Federico Pesadori, poeta italiano (n. 1849)
- 10 aprile - Liam Lynch, militare e patriota irlandese (n. 1893)
- 11 aprile - Mary Treat, divulgatrice scientifica e attivista statunitense (n. 1830)
- 11 aprile - Almerico Meomartini, architetto, archeologo e scrittore italiano (n. 1850)
- 11 aprile - Max Seligsohn, orientalista russo (n. 1865)
- 12 aprile - Gustav Karl Laube, geologo e paleontologo tedesco (n. 1839)
- 14 aprile - Attilio Fresia, calciatore, allenatore di calcio e militare italiano (n. 1891)
- 17 aprile - Bror Brenner, velista finlandese (n. 1885)
- 17 aprile - Jan Kotěra, architetto e artista ceco (n. 1871)
- 17 aprile - Maria Teresa Nuzzo, religiosa e medico maltese (n. 1851)
- 18 aprile - Savina Petrilli, religiosa italiana (n. 1851)
- 22 aprile - Emil Albes, attore e regista tedesco (n. 1861)
- 22 aprile - Arthur Bell, calciatore inglese (n. 1882)
- 23 aprile - Eugen Huber, giurista svizzero (n. 1849)
- 23 aprile - Luisa di Prussia, principessa (n. 1838)
- 24 aprile - Guglielmo Ernesto di Sassonia-Weimar-Eisenach, nobile tedesco (n. 1876)
- 25 aprile - Eugène Demets, editore francese (n. 1858)
- 26 aprile - Rudolf Donhardt, calciatore austriaco (n. 1893)
- 28 aprile - Knute Nelson, politico statunitense (n. 1843)
- 29 aprile - Guido Podrecca, politico e giornalista italiano (n. 1865)
- 30 aprile - Louis Léger, scrittore e traduttore francese (n. 1843)

## Maggio(26)
- 2 maggio - Constance Bulwer-Lytton, nobildonna e scrittrice inglese (n. 1869)
- 4 maggio - Ralph McKittrick, golfista e tennista statunitense (n. 1877)
- 4 maggio - William R. Nicoll, presbitero, giornalista e scrittore britannico (n. 1851)
- 5 maggio - Rosario de Acuña y Villanueva de la Iglesia, scrittrice spagnola (n. 1850)
- 9 maggio - Constantin Christescu, generale rumeno (n. 1866)
- 10 maggio - Vaclav Vorovskij, rivoluzionario, giornalista e diplomatico russo (n. 1871)
- 13 maggio - Ernesto Salvia, giurista e politico italiano (n. 1860)
- 14 maggio - Charles de Freycinet, politico e ingegnere francese (n. 1828)
- 16 maggio - George Jay Gould, imprenditore statunitense (n. 1864)
- 17 maggio - Manuel Allendesalazar Muñoz, politico spagnolo (n. 1856)
- 17 maggio - Paolo Federico di Meclemburgo-Schwerin, principe tedesco (n. 1852)
- 21 maggio - Hans Goldschmidt, chimico tedesco (n. 1861)
- 21 maggio - Charles Kent, regista e attore inglese (n. 1852)
- 21 maggio - Ferdinand Walsin Esterhazy, militare francese (n. 1847)
- 22 maggio - Edmund Resch, imprenditore e attivista tedesco (n. 1847)
- 23 maggio - Nicola Barbato, politico e medico italiano (n. 1856)
- 23 maggio - Raffaele Caruso, imprenditore e politico italiano (n. 1841)
- 23 maggio - Otto Bahr Halvorsen, politico norvegese (n. 1872)
- 23 maggio - Mario Giacinto Peracca, erpetologo italiano (n. 1861)
- 25 maggio - Numa Campi, medico e politico italiano (n. 1858)
- 26 maggio - Lionel Dauriac, musicologo e filosofo francese (n. 1847)
- 26 maggio - Albert Leo Schlageter, militare e politico tedesco (n. 1894)
- 29 maggio - Albert Deullin, aviatore e militare francese (n. 1890)
- 29 maggio - Adolf Oberländer, pittore e disegnatore tedesco (n. 1845)
- 30 maggio - Domenico Mazzoni, pittore italiano (n. 1852)
- 31 maggio - Walther Kadow, insegnante tedesco (n. 1860)

## Giugno(43)
- 1º giugno - Johann Heinrich Louis Krüger, geodeta e matematico tedesco (n. 1857)
- 1º giugno - Pietro Porta, presbitero e botanico italiano (n. 1832)
- 3 giugno - Friedrich Krafft, chimico tedesco (n. 1852)
- 4 giugno - Frank Hayes, fantino irlandese (n. 1901)
- 4 giugno - Santo Monti, presbitero e storico italiano (n. 1855)
- 4 giugno - Hume Nisbet, scrittore e romanziere scozzese (n. 1849)
- 4 giugno - Filippo Smaldone, presbitero italiano (n. 1848)
- 4 giugno - Juan Soldevilla y Romero, cardinale e arcivescovo cattolico spagnolo (n. 1843)
- 5 giugno - George Hendrik Breitner, pittore e fotografo olandese (n. 1857)
- 5 giugno - Minnie Devereaux, attrice statunitense (n. 1891)
- 8 giugno - Herbert G. Jenkins, scrittore e editore inglese (n. 1876)
- 9 giugno - Takeo Arishima, scrittore giapponese (n. 1878)
- 9 giugno - Elena di Sassonia-Coburgo-Gotha, principessa tedesca (n. 1846)
- 10 giugno - Pierre Loti, scrittore e militare francese (n. 1850)
- 11 giugno - Giuseppe Di Rorai, militare italiano (n. 1895)
- 11 giugno - Gennaro Aspreno Galante, presbitero e storico italiano (n. 1843)
- 13 giugno - Juana Romani, pittrice italiana (n. 1867)
- 14 giugno - Romualdo Braschi-Onesti, III duca di Nemi, nobile italiano (n. 1849)
- 14 giugno - Evasio Lampiano, pilota automobilistico italiano (n. 1888)
- 14 giugno - George Mansfield Smith-Cumming, militare britannico (n. 1859)
- 14 giugno - Aleksandăr Stambolijski, politico bulgaro (n. 1879)
- 15 giugno - Bruto Amante, scrittore italiano (n. 1852)
- 16 giugno - Evelyn Nelson, attrice statunitense (n. 1899)
- 17 giugno - Carlo Pollonera, pittore italiano (n. 1849)
- 18 giugno - Vasilij Ivanovič Komarov, serial killer e militare russo (n. 1871)
- 18 giugno - John Pollen, esperantista irlandese (n. 1848)
- 19 giugno - Francesco Saverio Mercaldi, pittore, poeta e scrittore italiano (n. 1844)
- 19 giugno - Enrique B. Moreno, militare, diplomatico e politico argentino (n. 1846)
- 20 giugno - Giuseppe Cuzzi, avvocato e politico italiano (n. 1839)
- 20 giugno - Emily Anne Spencer-Churchill, nobildonna inglese (n. 1854)
- 20 giugno - Maria di Battenberg, principessa (n. 1852)
- 21 giugno - Agostino Oglialoro Todaro, chimico italiano (n. 1847)
- 23 giugno - Jean Casale, militare e aviatore francese (n. 1893)
- 23 giugno - Giovanni Battista Paganuzzi, avvocato e politico italiano (n. 1841)
- 23 giugno - Peter Hermann Stillmark, farmacologo tedesco (n. 1860)
- 24 giugno - Edith Södergran, poetessa finlandese (n. 1892)
- 25 giugno - Max Wolff, medico tedesco (n. 1844)
- 25 giugno - Hermann Škorpil, archeologo, geologo e botanico ceco (n. 1858)
- 28 giugno - Day Bosanquet, ammiraglio e politico britannico (n. 1843)
- 28 giugno - Jamshedji Framji Madan, produttore cinematografico e produttore teatrale indiano (n. 1857)
- 29 giugno - Fritz Mauthner, filosofo e scrittore austro-ungarico (n. 1849)
- 29 giugno - James Reid, medico scozzese (n. 1849)
- 30 giugno - Claude Antoine Terrasse, compositore francese (n. 1867)

## Luglio(39)
- 2 luglio - James Ryan, vescovo cattolico irlandese (n. 1848)
- 3 luglio - Mattia Forte, compositore italiano (n. 1866)
- 3 luglio - Conrad Emmanuel Steinbrecht, architetto tedesco (n. 1849)
- 5 luglio - Théophile Seyrig, ingegnere belga (n. 1843)
- 5 luglio - Edward Robeson Taylor, politico, poeta e avvocato statunitense (n. 1838)
- 5 luglio - Amedeo Vella, compositore italiano (n. 1839)
- 7 luglio - Guerra Junqueiro, scrittore, giornalista e politico portoghese (n. 1850)
- 7 luglio - Marie Jeanette de Lange, pittrice e avvocata olandese (n. 1865)
- 7 luglio - Nicolò Marini, cardinale italiano (n. 1843)
- 8 luglio - Ubaldo Mazzini, storico e giornalista italiano (n. 1868)
- 8 luglio - Frank Mason Robinson, statunitense (n. 1845)
- 9 luglio - Alfredo Comandini, giornalista e politico italiano (n. 1853)
- 9 luglio - Corrado Corradino, poeta, critico letterario e storico italiano (n. 1852)
- 9 luglio - William Rufus Day, politico e diplomatico statunitense (n. 1849)
- 9 luglio - Gennaro Finamore, medico, antropologo e lessicografo italiano (n. 1836)
- 10 luglio - Federico Bettoni, politico italiano (n. 1865)
- 10 luglio - Giuseppe Giusti Sinopoli, drammaturgo italiano (n. 1866)
- 10 luglio - Andrés Manjón, presbitero, educatore e giurista spagnolo (n. 1846)
- 12 luglio - Harry Lonsdale, attore inglese (n. 1865)
- 13 luglio - Louis Ganne, compositore e direttore d'orchestra francese (n. 1862)
- 14 luglio - Ernesto Azzini, ciclista su strada italiano (n. 1885)
- 14 luglio - Pietro Satta Branca, politico, avvocato e storico italiano (n. 1861)
- 15 luglio - Semën Zinov'evič Alapin, scacchista russo (n. 1856)
- 15 luglio - Francesca Armosino, italiana (n. 1848)
- 16 luglio - Louis Couperus, scrittore e poeta olandese (n. 1863)
- 16 luglio - José Castulo Zeledón, ornitologo costaricano (n. 1846)
- 17 luglio - Luigi Pugliese, vescovo cattolico italiano (n. 1850)
- 19 luglio - Auguste Bouché-Leclercq, storico francese (n. 1842)
- 19 luglio - William Holabird, architetto statunitense (n. 1854)
- 19 luglio - Alberto Machimbarrena, calciatore spagnolo (n. 1888)
- 20 luglio - Pancho Villa, rivoluzionario, generale e politico messicano (n. 1878)
- 23 luglio - Charles Dupuy, politico francese (n. 1851)
- 23 luglio - Giuseppe Maria Pisani, pittore italiano (n. 1851)
- 23 luglio - Ernesto Sivori, baritono italiano (n. 1853)
- 24 luglio - Alfred Shelton, calciatore, allenatore di calcio e dirigente sportivo inglese (n. 1865)
- 28 luglio - Flora Murray, medico scozzese (n. 1869)
- 28 luglio - André Sordet, generale francese (n. 1852)
- 30 luglio - Charles Henry Hawtrey, attore, regista e manager inglese (n. 1858)
- 31 luglio - Ricardo Velázquez Bosco, architetto e archeologo spagnolo (n. 1843)

## Agosto(40)
- 1º agosto - Horace Parnell Tuttle, astronomo statunitense (n. 1839)
- 2 agosto - Warren G. Harding, politico statunitense (n. 1865)
- 2 agosto - Jacoba van Heemskerck, pittrice e vetraia olandese (n. 1876)
- 3 agosto - Clemente Caldesi, avvocato e politico italiano (n. 1848)
- 3 agosto - Maria Lucrezia Zileri dal Verme, religiosa italiana (n. 1839)
- 4 agosto - Giacomo Curreno, avvocato e politico italiano (n. 1868)
- 5 agosto - Joseph W. Abbott, compositore di scacchi britannico (n. 1840)
- 5 agosto - Vatroslav Jagić, slavista austro-ungarico (n. 1838)
- 5 agosto - Candace Wheeler, designer, artista e attivista statunitense (n. 1827)
- 6 agosto - Luigi Rossi, pittore e illustratore svizzero (n. 1853)
- 8 agosto - Fabrizio Colonna Avella, politico italiano (n. 1848)
- 8 agosto - Joao Eboli, medico italiano (n. 1853)
- 9 agosto - Vittorio II di Ratibor, principe tedesco (n. 1847)
- 10 agosto - Agostino Richelmy, cardinale e arcivescovo cattolico italiano (n. 1850)
- 10 agosto - Joaquín Sorolla, pittore spagnolo (n. 1863)
- 12 agosto - Antoni Jurasz, medico polacco (n. 1847)
- 13 agosto - Bernard Gravier, schermidore francese (n. 1881)
- 16 agosto - Ennio Tardini, avvocato, politico e dirigente sportivo italiano (n. 1879)
- 19 agosto - Vilfredo Pareto, economista, sociologo e ingegnere italiano (n. 1848)
- 20 agosto - Alfredo Bertesi, politico e imprenditore italiano (n. 1851)
- 21 agosto - Giovanni Battista Casalini, politico italiano (n. 1841)
- 22 agosto - Vittorio Camerana, generale italiano (n. 1855)
- 23 agosto - Giovanni Minzoni, presbitero italiano (n. 1885)
- 24 agosto - Katō Tomosaburō, militare e politico giapponese (n. 1861)
- 24 agosto - Kate Douglas Wiggin, educatrice e scrittrice statunitense (n. 1856)
- 25 agosto - Milan Ogrizović, drammaturgo e scrittore croato (n. 1877)
- 26 agosto - Hertha Marks Ayrton, ingegnera, matematica e fisica britannica (n. 1854)
- 27 agosto - Alessandro Baudi di Vesme, storico dell'arte italiano (n. 1854)
- 27 agosto - Enrico Tellini, generale italiano (n. 1871)
- 27 agosto - Georges de la Chapelle, tennista francese (n. 1868)
- 28 agosto - Adolf Huschke, ciclista su strada e pistard tedesco (n. 1891)
- 29 agosto - Bernard J. Durning, regista e attore statunitense (n. 1892)
- 29 agosto - Georg Marco, scacchista e compositore di scacchi romeno (n. 1863)
- 29 agosto - Saladino Saladini Pilastri, politico italiano (n. 1846)
- 30 agosto - Lorenzo Borri, medico italiano (n. 1864)
- 30 agosto - Horace Farquhar, I conte Farquhar, politico inglese (n. 1844)
- 30 agosto - Nancy Green, modella, cuoca e attivista statunitense (n. 1834)
- 30 agosto - Cesare Zocchi Collani, cantante e attore italiano (n. 1883)
- 31 agosto - Ernest van Dyck, tenore belga (n. 1861)
- 31 agosto - Ramón Unzaga, calciatore spagnolo (n. 1892)

## Settembre(29)
- 2 settembre - Clelia Romano Pellicano, scrittrice e giornalista italiana (n. 1873)
- 5 settembre - Zhu Jiabao, politico cinese (n. 1860)
- 6 settembre - Pedro José Escalón, politico salvadoregno (n. 1847)
- 8 settembre - Ugo Sivocci, pilota automobilistico italiano (n. 1885)
- 9 settembre - Hermes da Fonseca, generale e politico brasiliano (n. 1855)
- 9 settembre - Alfred Tobler, cantante, scrittore e religioso svizzero (n. 1845)
- 9 settembre - Ernest C. Warde, regista e attore inglese (n. 1874)
- 9 settembre - Vittoria Margherita di Prussia, nobile prussiana (n. 1890)
- 10 settembre - Baldomero Lillo, scrittore cileno (n. 1867)
- 10 settembre - Siegmund Lubin, produttore cinematografico tedesco (n. 1851)
- 10 settembre - Carlo Sandrelli, magistrato e politico italiano (n. 1847)
- 11 settembre - Ole Østmo, tiratore a segno norvegese (n. 1866)
- 11 settembre - Joseph van Reeth, missionario e vescovo cattolico belga (n. 1843)
- 11 settembre - Raymond B. West, regista statunitense (n. 1886)
- 11 settembre - Zhang Xun, generale cinese (n. 1854)
- 12 settembre - Jules Violle, fisico e inventore francese (n. 1841)
- 14 settembre - Giovanni Zappa, astronomo italiano (n. 1884)
- 15 settembre - Sayed Darwish, cantante e compositore egiziano (n. 1892)
- 16 settembre - Noe Itō, anarchica e scrittrice giapponese (n. 1895)
- 17 settembre - Otto Böckel, bibliotecario, musicologo e politico tedesco (n. 1859)
- 21 settembre - Fidel Pagés, medico spagnolo (n. 1886)
- 21 settembre - Friedrich Vollmer, latinista e filologo classico tedesco (n. 1867)
- 23 settembre - John Morley, I visconte Morley di Blackburn, politico e scrittore britannico (n. 1838)
- 25 settembre - Camillo Piatti, politico italiano (n. 1876)
- 26 settembre - Luigi Tezza, religioso e presbitero italiano (n. 1841)
- 27 settembre - Kate Jepson, attrice teatrale e attrice cinematografica statunitense (n. 1860)
- 29 settembre - Alberto Favara, etnomusicologo e compositore italiano (n. 1863)
- 29 settembre - Joseph Ruau, politico francese (n. 1865)
- 29 settembre - Antonín Cyril Stojan, arcivescovo cattolico ceco (n. 1851)

## Ottobre(43)
- 1º ottobre - Friedrich Martius, medico tedesco (n. 1850)
- 3 ottobre - Lorenzo Ellero, psichiatra e politico italiano (n. 1856)
- 3 ottobre - Kadambini Ganguly, medico indiana (n. 1861)
- 5 ottobre - Hermann Möller, linguista e filologo danese (n. 1850)
- 6 ottobre - Damat Ferid Pascià, politico ottomano (n. 1853)
- 6 ottobre - Pio Foà, medico e politico italiano (n. 1848)
- 8 ottobre - Bartolomeo Bezzi, pittore italiano (n. 1851)
- 8 ottobre - Beatrice DeMille, sceneggiatrice inglese (n. 1853)
- 8 ottobre - Florence Montgomery, scrittrice britannica (n. 1843)
- 8 ottobre - Paolo Zunino, avvocato e politico italiano (n. 1848)
- 9 ottobre - Henry Markham, politico statunitense (n. 1840)
- 9 ottobre - August Rosiwal, geologo e mineralogista austriaco (n. 1860)
- 9 ottobre - Tommaso Salvadori, ornitologo e patriota italiano (n. 1835)
- 9 ottobre - Jean Signoret, attore francese (n. 1886)
- 10 ottobre - Andrés Avelino Cáceres, politico e generale peruviano (n. 1836)
- 10 ottobre - Harry De Vere, attore statunitense (n. 1870)
- 10 ottobre - Gustav Lindau, micologo e botanico tedesco (n. 1866)
- 10 ottobre - Léo-Paul Robert, pittore svizzero (n. 1851)
- 10 ottobre - Lev Aleksandrovič Tichomirov, giornalista, scrittore e rivoluzionario russo (n. 1852)
- 12 ottobre - Pierre Deschamps, diplomatico e golfista francese (n. 1856)
- 12 ottobre - Vladimir Vladimirovič Musin-Puškin, nobile e politico russo (n. 1870)
- 13 ottobre - Émile Bergerat, saggista, critico teatrale e drammaturgo francese (n. 1845)
- 13 ottobre - Duncan Stewart, politico uruguaiano (n. 1833)
- 14 ottobre - Marcellus Emants, scrittore olandese (n. 1848)
- 15 ottobre - Mary Burnett Talbert, oratrice e attivista statunitense (n. 1866)
- 15 ottobre - Angiolo Tommasi, pittore italiano (n. 1858)
- 17 ottobre - August Adler, matematico tedesco (n. 1863)
- 18 ottobre - Lucio Mazzuoli, ingegnere e geologo italiano (n. 1838)
- 19 ottobre - Adolfo Apolloni, scultore e politico italiano (n. 1855)
- 20 ottobre - Francesco Speranzini, patriota e militare italiano (n. 1840)
- 21 ottobre - Giuseppe Girardini, politico e avvocato italiano (n. 1856)
- 21 ottobre - Zhou Ziqi, politico e educatore cinese (n. 1869)
- 22 ottobre - Victor Maurel, baritono francese (n. 1848)
- 22 ottobre - Algernon Seymour, XV duca di Somerset, nobile britannico (n. 1846)
- 23 ottobre - Luigi Contratti, scultore italiano (n. 1868)
- 26 ottobre - Charles Proteus Steinmetz, scienziato e matematico tedesco (n. 1865)
- 27 ottobre - Ulysse Chevalier, presbitero, bibliografo e storico francese (n. 1841)
- 27 ottobre - Ruggero Panerai, pittore e illustratore italiano (n. 1862)
- 28 ottobre - Theodor Reuss, esoterista tedesco (n. 1855)
- 28 ottobre - Joe Roberts, attore statunitense (n. 1871)
- 28 ottobre - Friedrich Vogt, filologo e germanista tedesco (n. 1851)
- 30 ottobre - Andrew Bonar Law, politico britannico (n. 1858)
- 30 ottobre - Clara Brett Martin, avvocata canadese (n. 1874)

## Novembre(44)
- 1º novembre - Giuseppe Respighi, pianista italiano (n. 1840)
- 2 novembre - Lawrence Pentland, giocatore di lacrosse canadese (n. 1879)
- 3 novembre - Agostino Luigi Devoto, militare statunitense (n. 1851)
- 3 novembre - Carl Dietrich Harries, chimico tedesco (n. 1866)
- 4 novembre - Frans De Haes, sollevatore belga (n. 1899)
- 4 novembre - Alfonso Menichetti, fantino italiano (n. 1880)
- 4 novembre - Ernst Ziller, architetto tedesco (n. 1837)
- 5 novembre - Alberto Batori, scacchista e compositore di scacchi italiano (n. 1884)
- 5 novembre - Giulio Cicioni, religioso, naturalista e botanico italiano (n. 1844)
- 5 novembre - Edward Reginald Frampton, artista britannico (n. 1874)
- 7 novembre - Jacques d'Adelswärd-Fersen, nobile, scrittore e poeta francese (n. 1880)
- 8 novembre - Alfhild Agrell, attrice e scrittrice svedese (n. 1849)
- 8 novembre - Fusakichi Omori, geofisico e sismologo giapponese (n. 1868)
- 10 novembre - Emanuele Beccaria Incisa, diplomatico e politico italiano (n. 1848)
- 10 novembre - Ricciotto Canudo, critico cinematografico, poeta e scrittore italiano (n. 1877)
- 10 novembre - Herluf Winge, zoologo danese (n. 1857)
- 11 novembre - Carlo Cavalli, politico italiano (n. 1888)
- 11 novembre - William Doud Packard, imprenditore statunitense (n. 1861)
- 12 novembre - Agathon Léonard, scultore francese (n. 1841)
- 13 novembre - Eberhard Gothein, storico e economista tedesco (n. 1853)
- 14 novembre - Ernesto Augusto di Hannover, nobile tedesco (n. 1845)
- 15 novembre - Mohammad Yaqub Khan, emiro afghano (n. 1849)
- 17 novembre - Anthony Caminetti, avvocato e politico statunitense (n. 1854)
- 20 novembre - John Clifford, politico britannico (n. 1836)
- 20 novembre - Allen Holubar, attore, regista e sceneggiatore statunitense (n. 1888)
- 21 novembre - Ralph Delmore, attore statunitense (n. 1853)
- 22 novembre - George Abbott, militare e esploratore britannico (n. 1880)
- 22 novembre - Paolo Casciani, politico italiano (n. 1852)
- 23 novembre - Urmuz, magistrato e scrittore rumeno (n. 1883)
- 23 novembre - Oscar Marx, politico statunitense (n. 1866)
- 23 novembre - Nicola Misasi, scrittore e giornalista italiano (n. 1850)
- 23 novembre - Sebastiano Nicastro, archivista italiano (n. 1880)
- 24 novembre - Michel de Klerk, architetto olandese (n. 1884)
- 24 novembre - Hermine Tauscher-Geduly, alpinista, scrittrice e fotografa ungherese (n. 1842)
- 25 novembre - Augusto Alfani, pedagogista e filologo italiano (n. 1844)
- 25 novembre - Gustave Courtois, pittore francese (n. 1852)
- 25 novembre - Giosuè Signori, arcivescovo cattolico italiano (n. 1859)
- 26 novembre - Stanislao Giacomantonio, compositore italiano (n. 1879)
- 27 novembre - Arthur Bambridge, calciatore inglese (n. 1861)
- 27 novembre - Tage Reedtz-Thott, politico danese (n. 1839)
- 28 novembre - Karel de Bazel, architetto, incisore e designer olandese (n. 1869)
- 29 novembre - Giuseppe Pizzarelli, politico italiano (n. 1848)
- 30 novembre - Henry Roughton Hogg, aracnologo inglese (n. 1846)
- 30 novembre - Martha Mansfield, attrice statunitense (n. 1899)

## Dicembre(47)
- 1º dicembre - Virginie Loveling, scrittrice belga (n. 1836)
- 2 dicembre - Henry Haversham Godwin-Austen, geodeta, geologo e naturalista britannico (n. 1834)
- 2 dicembre - Beatrice Speraz, scrittrice italiana (n. 1839)
- 2 dicembre - Charles Swinhoe, entomologo e ornitologo britannico (n. 1838)
- 3 dicembre - Gustave Bloch, storico francese (n. 1848)
- 3 dicembre - Rosita Mauri, ballerina e coreografa spagnola (n. 1850)
- 3 dicembre - Giuseppe Morabito, arcivescovo cattolico italiano (n. 1858)
- 3 dicembre - Enrico Nordio, architetto italiano (n. 1851)
- 4 dicembre - Maurice Barrès, scrittore e politico francese (n. 1862)
- 4 dicembre - Raffaele Esposito, cuoco italiano (n. 1850)
- 4 dicembre - Viktor Sergeevič Kočubej, generale russo (n. 1860)
- 5 dicembre - Edward Martyn, politico, attivista e drammaturgo irlandese (n. 1859)
- 5 dicembre - Herbert Standing, attore britannico (n. 1846)
- 6 dicembre - Friedrich Julius Rosenbach, microbiologo e medico tedesco (n. 1842)
- 6 dicembre - Pietro Zanolini, vescovo cattolico italiano (n. 1866)
- 7 dicembre - Ambrogio Portaluppi, presbitero, teologo e scrittore italiano (n. 1863)
- 7 dicembre - Frederick Treves, medico e chirurgo britannico (n. 1853)
- 8 dicembre - Joseph Pothier, musicologo e abate francese (n. 1835)
- 10 dicembre - Thomas George Bonney, geologo inglese (n. 1833)
- 10 dicembre - Carl Flügge, batteriologo e igienista tedesco (n. 1847)
- 10 dicembre - Thomas Shaughnessy, I barone Shaughnessy, imprenditore canadese (n. 1853)
- 11 dicembre - Kata Dalström, politica e scrittrice svedese (n. 1858)
- 11 dicembre - Arvid Mauritz Lindström, pittore svedese (n. 1849)
- 12 dicembre - Raymond Radiguet, scrittore e poeta francese (n. 1903)
- 13 dicembre - Lawrence Sperry, aviatore statunitense (n. 1892)
- 13 dicembre - Théophile Alexandre Steinlen, pittore e incisore svizzero (n. 1859)
- 14 dicembre - Théophile Deyrolle, pittore e ceramista francese (n. 1844)
- 14 dicembre - Giuseppe Gallignani, compositore, organista e direttore d'orchestra italiano (n. 1851)
- 16 dicembre - Ernesto Presbitero, militare e politico italiano (n. 1855)
- 19 dicembre - Gaetano Bonoris, banchiere italiano (n. 1861)
- 21 dicembre - Emilio Gola, pittore e ingegnere italiano (n. 1851)
- 21 dicembre - Jean du Plessis de Grenédan, dirigibilista francese (n. 1892)
- 21 dicembre - Václav Titl, calciatore boemo (n. 1889)
- 22 dicembre - Georg Luger, inventore, imprenditore e ingegnere austriaco (n. 1849)
- 23 dicembre - Amir ul-Mulk, principe indiano (n. 1877)
- 24 dicembre - Aleksandr Sergeevič Neverov, scrittore russo (n. 1886)
- 24 dicembre - Gunnar Nordström, fisico finlandese (n. 1881)
- 26 dicembre - Dietrich Eckart, politico tedesco (n. 1868)
- 27 dicembre - Lluís Domènech i Montaner, architetto spagnolo (n. 1850)
- 27 dicembre - Gustave Eiffel, ingegnere e imprenditore francese (n. 1832)
- 28 dicembre - Frank Hayes, attore statunitense (n. 1871)
- 28 dicembre - Victor Sergent, calciatore francese (n. 1886)
- 29 dicembre - Bartolomeo Dusi, giurista italiano (n. 1866)
- 30 dicembre - James Hanham, scacchista statunitense (n. 1840)
- 31 dicembre - George Child-Villiers, VIII conte di Jersey, nobile e politico britannico (n. 1873)
- 31 dicembre - Sher Afzal, principe indiano (n. 1841)
- 31 dicembre - Édouard Stephan, astronomo francese (n. 1837)

## Senza giorno specificato(56)
- Joseph Camille Acosta, pittore francese (n. 1864)
- Giovanni Arrighi, generale italiano (n. 1861)
- Vittorio Asinari di Bernezzo, generale e patriota italiano (n. 1842)
- Natale Attanasio, pittore, scenografo e illustratore italiano (n. 1845)
- Francesco Ballesio, pittore italiano (n. 1860)
- Camille-Félix Bellanger, pittore e incisore francese (n. 1853)
- Angelo Bignotti, poeta italiano (n. 1863)
- Felix Boh, scrittore tedesco (n. 1844)
- Henry Bradley, filologo britannico (n. 1845)
- Felice Caivano, avvocato, linguista e scrittore italiano (n. 1852)
- Davide Carazzi, biologo italiano (n. 1858)
- Carlos Montezuma, medico nativo americano (n. 1866)
- Tito Chella, matematico italiano (n. 1881)
- Charles Jean Baptiste Collin-Mezin, liutaio francese (n. 1841)
- Curly, militare statunitense (n. 1856)
- George Demotte, mercante d'arte belga (n. 1877)
- Blanche Deschamps-Jéhin, mezzosoprano francese (n. 1857)
- Gustave Doyen, pittore francese (n. 1836)
- Stephanos Dragoumis, politico, magistrato e scrittore greco (n. 1842)
- Robert Ensminger, regista e attore statunitense (n. 1885)
- Domenico Failutti, pittore italiano (n. 1872)
- François Flameng, pittore e incisore francese (n. 1856)
- Walter Flanders, imprenditore statunitense (n. 1871)
- Paul Friedländer, chimico tedesco (n. 1857)
- Arthur Frothingham, archeologo e storico dell'arte statunitense (n. 1859)
- Hans Geitel, fisico tedesco (n. 1855)
- Pietro Ghiani Mameli, banchiere e politico italiano (n. 1842)
- Dimitrie Ghica-Comănești, politico e esploratore rumeno (n. 1839)
- Hermenegildo Giner de los Ríos, pedagogo, scrittore e politico spagnolo (n. 1847)
- Robert Baker Girdlestone, sacerdote britannico (n. 1836)
- Gaetano Gobbo, generale italiano (n. 1840)
- Gaetano Jandelli, filosofo italiano (n. 1827)
- Ernesto Kiessel, calciatore argentino
- Giovanni Maccarinelli, organaro italiano (n. 1839)
- Carmelo Malerba Guerrieri, ingegnere, architetto e insegnante italiano (n. 1852)
- Pietro Marchi, zoologo e medico italiano (n. 1833)
- Giuseppe Modorati, pittore italiano (n. 1827)
- Oreste Nazari, glottologo e indologo italiano (n. 1866)
- Edward Nelson, biologo e esploratore britannico (n. 1883)
- Lawrence Parsons, generale britannico (n. 1850)
- Achille Peretti, pittore, scultore e anarchico italiano (n. 1857)
- Albert Pontremoli, collezionista d'arte, avvocato e magistrato francese (n. 1862)
- Edward Clark Potter, scultore statunitense (n. 1857)
- Stojan Protić, politico jugoslavo (n. 1857)
- Sakakini Pascià, imprenditore egiziano (n. 1841)
- Saliha Naciye Kadın, ottomana (n. 1887)
- Ettore Sanfelice, poeta, traduttore e drammaturgo italiano (n. 1862)
- William Gualbert Saunders, designer inglese (n. 1837)
- Luigi Spreafico, pittore, decoratore e restauratore italiano (n. 1853)
- Georg Karl Wichura, generale tedesco (n. 1851)
- Henrik Wigström, orafo finlandese (n. 1862)
- Scott Barchard Wilson, ornitologo, esploratore e naturalista britannico (n. 1865)
- Enrico Emilio Ximenes, critico letterario e saggista italiano (n. 1857)
- Růžena Zátková, pittrice e scultrice ceca (n. 1885)
- Abd Allah II bin Rashid Al Mu'alla, emiro
- Federico del Campo, pittore peruviano (n. 1837)